# Нотатки про війну з галлами

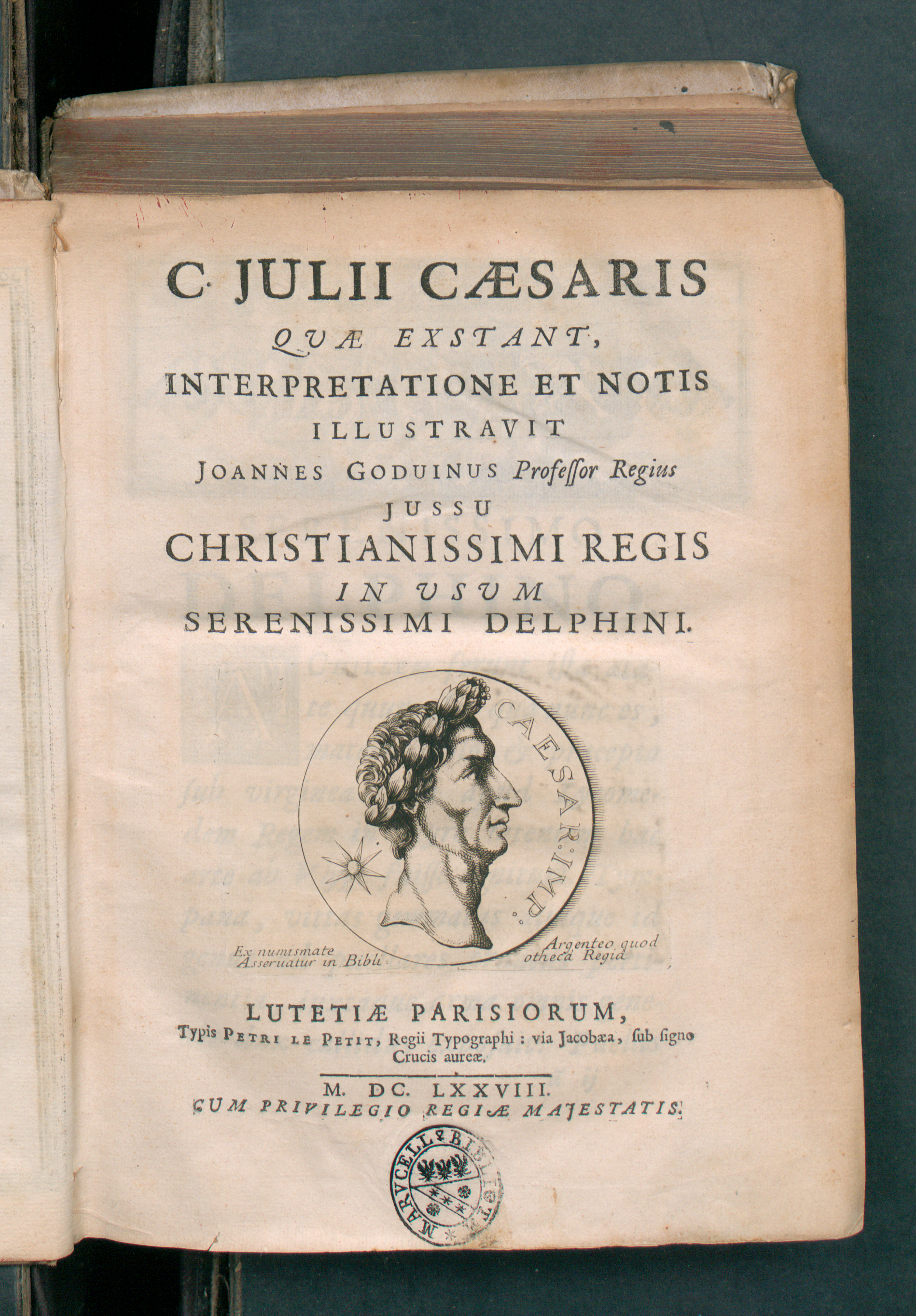
C. Iulii Caesaris quae extant, 1678

«Нотатки про війну з галлами», також «Записки про війну з галлами» (лат. Commentarii de Bello Gallico), або Галльська війна (Bellum Gallicum)  — твір римського політичного діяча, полководця і письменника Гая Юлія Цезаря, який у 58-50 рр. до н. е. був намісником римської провінції Галлія. У семи частинах книги, які написав Цезар, розповідається про воєнні дії римських військ на території Галлії у 58-50 рр. до н. е. Хоча твір і написав Цезар, сам полководець згадується у ньому лише в третій особі. Також праця доповнена восьмою книгою, яку написав близький до Цезаря полководець Авл Гірцій. «Нотатки …» стали потужним пропагандистським засобом Цезаря: копії твору масово розповсюджувались у Римі, а, трохи згодом, стали класикою історичної літератури. При цьому текст майже не містить відкритого вихваляння полководця, а лише сприятливий для нього показ фактів, що є важливою його особливістю. Щодо створення і публікування різних частин «Нотаток…» Цезаря в історіографії існують різні думки: одні вчені вважають, що Цезар щороку, опрацьовуючи тексти своїх донесень римському сенату, укладав відповідні книги й розділи «Нотаток…» і щорічно їх публікував; інші дотримуються думки, що весь текст «Нотаток…» був продиктований Цезарем одразу в 52-51 рр. до н. е. на основі його власних щорічних донесень сенату і тоді ж опублікований. Беззаперечним є те, що Цезар справді щорічно надсилав римському сенату донесення про хід воєнних дій у Галлії, а текст «Нотаток…», який дійшов до нас, — не що інше, як літературне опрацювання цих донесень.
Логічним продовженням «Нотаток про війну з галлами» є «Нотатки про громадянську війну» (лат. Commentarii de Bello Civili) (складається з 3 частин), де самим Цезарем описане його війна з Гнеєм Помпеєм та його прибічниками, а також «Нотатки про Александрійську війну» (лат. De Bello Alexandrino) написані одним з його офіцерів (можливо Саллюстієм Кріспом[ким?]).
У літературі Цезар був відомий не лише історичними творами, але і як драматург, а також автор викривальних творів (наприклад, втрачений «Антикатон»).

## Переклад українською
Перший повний український переклад «Нотаток про війну з галлами» вийшов у львівському видавництві Апріорі 2021 року. Переклад з латини зробив відомий філософ, перекладач античної літератури, професор Володимир Литвинов.
- Гай Юлій Цезар. Нотатки про війну з галлами / Пер. з лат. В. Д. Литвинова. – Львів: Видавництво «Апріорі», 248 с. — 1000 прим. — ISBN 978-617-629-745-1.